# Pavonia achanioides
Pavonia achanioides är en malvaväxtart som beskrevs av August Heinrich Rudolf Grisebach. Pavonia achanioides ingår i släktet påfågelsmalvor, och familjen malvaväxter. Inga underarter finns listade i Catalogue of Life.